# Colletes rugicollis
Colletes rugicollis là một loài Hymenoptera trong họ Colletidae. Loài này được Friese mô tả khoa học năm 1900.